# 京都保育福祉専門学院
京都保育福祉専門学院（きょうとほいくふくしせんもんがくいん）は、京都府京都市西京区にある私立専修学校。
社会福祉法人京都基督教福祉会が設置・運営している。華頂短期大学と並び、京都で最も歴史のある保育士養成校である。厚生労働大臣指定の保育士養成施設で、2016年現在、京都では唯一の保育士国家試験の受験なしに保育士資格を得ることができる専門学校。
数少ない社会福祉法人立の学校（ほとんどの専修学校は学校法人立）であり、キリスト教福祉の精神に基づいて、福祉の現場に密着した職業人の養成を行っている。
保育士の養成だけではなく、短期大学の通信教育を併修することで幼稚園教諭2種免許と短期大学士の学位を得ることもできる。

## 沿革
- 1949年 - 桂保育園において、キリスト教精神による児童福祉事業を始める。
- 1953年 - 朝日新聞社厚生事業団の後援により保育者養成大講演会を開催（2年連続)。
- 1955年 - 4月に桂愛育会保母養成所を開設。8月10日に厚生大臣より保母養成施設として指定を受ける。
- 1959年 - 京都保育専門学院と改称。
- 1974年 - 桂愛育会を「京都基督教福祉会」と改称。
- 1977年 - 社会福祉法人「桂愛育会」認可。
- 1980年 - 専修学校の認可を受ける。
- 1984年 - 社会福祉主事科を開設。厚生大臣より社会福祉主事養成機関として認可を受ける。
- 1986年 - 社会福祉主事科を社会福祉科と改称。
- 1988年 - 社会福祉科が厚生大臣より介護福祉士養成施設の指定を受ける。
- 1990年 - 京都保育福祉専門学院に改称。
- 2000年 - 男女共学となる。
- 2007年 - 社会福祉科を介護福祉科と改称。保育福祉専修科を設置。
- 2008年 - 京都市の委託により、療育事業を開始する。
- 2015年 - 介護福祉科の募集を停止し、開学当時の保育士養成単科の専門学校となる。

## 学科
- 保育科
- 保育福祉専修科

保育福祉専修科は2007年に設置された、既に保育士資格を取得した人を対象とした課程である。虐待問題や保護者の支援など、近年の保育現場での課題とされる事象を専門的に学べるようになっている。

## 所在地
- 615-8156 京都府京都市西京区樫原百々ケ池3

最寄り駅は、JR桂川駅・阪急京都線桂駅。